# Morgan Shuster

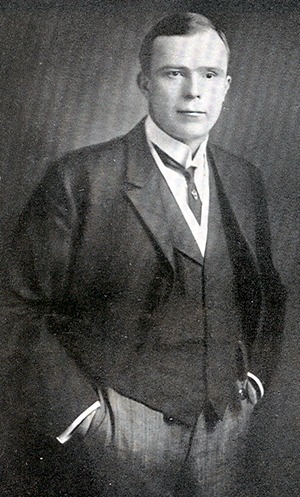
W. Morgan Shuster, ehemaliger Schatzkanzler von Persien und Autor von The Strangling of Persia.

William Morgan Shuster (* 23. Februar 1877 in Washington, D.C.; † 26. Mai 1960 in New York City) war ein US-amerikanischer deutschstämmiger Rechtsanwalt, Finanzbeamter, Schriftsteller und Verleger, der als Schatzkanzler Persiens bekannt wurde. Von Mai bis Dezember 1911 war er, ernannt auf Beschluss des persischen Parlaments (Madschlis), Schatzkanzler (Treasurer General) der iranischen Regierung.

## Leben
Shuster kam in Washington D. C. als Sohn William Shusters und der deutschstämmigen Caroline von Tagen zur Welt. Er studierte an der George Washington Universität. Nach seinem Abschluss ging er in den öffentlichen Dienst und arbeitete ab 1899 nach dem Spanisch-Amerikanischen Krieg als Finanzbeamter für die US-Regierung in Kuba und später in den Philippinen, zu dieser Zeit eine US-amerikanische Kolonie. Shuster war mit Pearl Trigg, der Tochter eines schottischen Bankiers verheiratet, und hatte zwei Töchter.

### In Persien

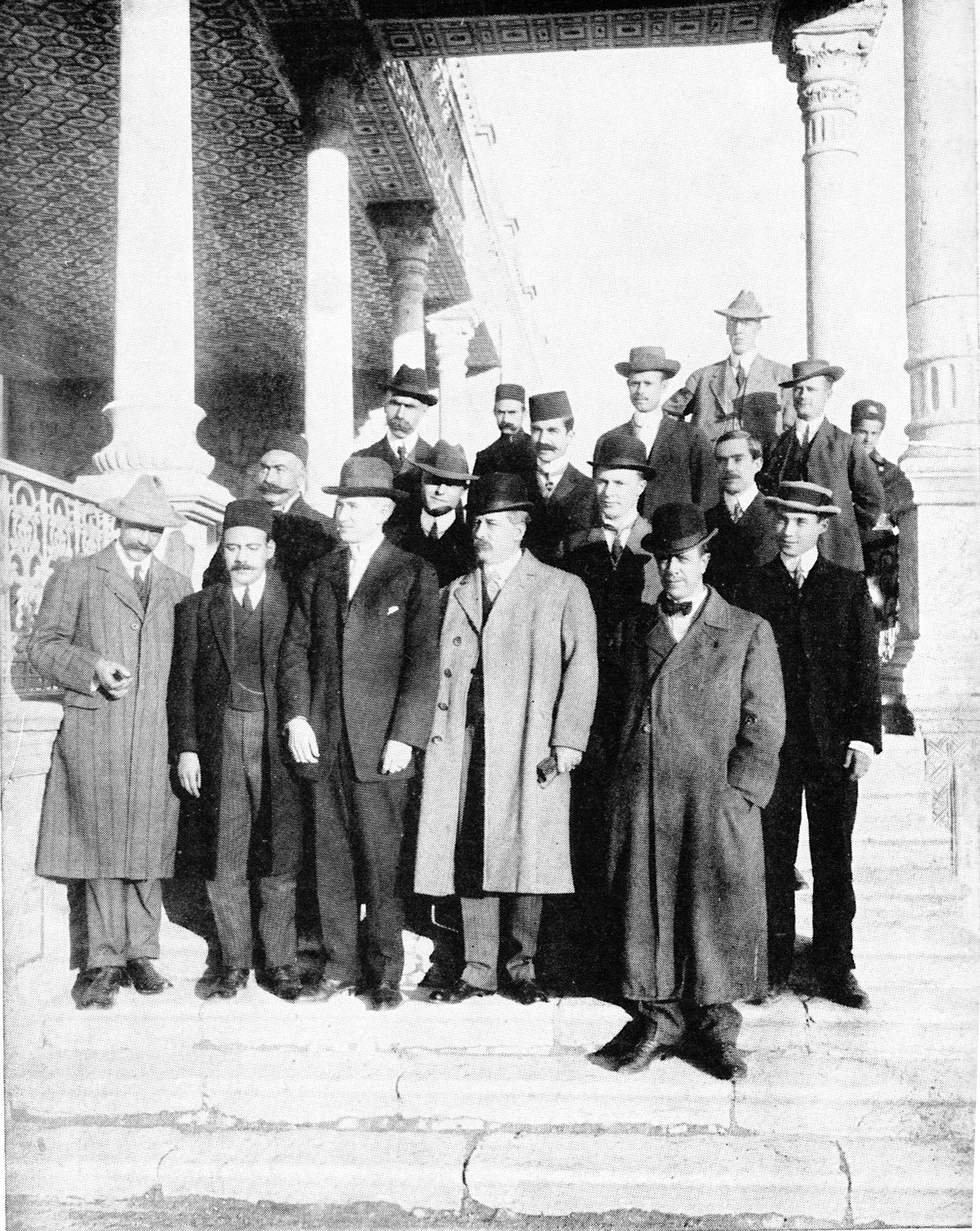
Morgan Shuster und US-amerikanische Beamte vor dem Palast des ehemaligen Premierministers Ali Asghar Khan Atabak, 1911.

Im Jahr 1906 begannen die Führer der Konstitutionellen Revolution in Persien eine demokratische Zivilgesellschaft nach westlichem Muster aufzubauen. Diese konstitutionelle Bewegung erzwang von Mozaffar ad-Din Schah die Wahl des ersten Parlaments (Madschlis), die Zulassung einer nahezu freien Presse und andere Reformen.
Aufgrund einer Empfehlung der US-Regierung an den iranischen Botschafter in Washington wurde Shuster im Frühjahr 1911 vom Madschlis berufen, um dem Land aus seiner angespannten Lage zu helfen. Persiens Finanzen standen in dieser Zeit auf schwachen Füßen, da die Kadscharen, die königliche Familie Persiens, bei den Kolonialmächten Großbritannien und Russland erheblich Schulden zu Lasten des Landes gemacht hatte. Erschwerend kam hinzu, dass Großbritannien und Russland 1907 im Vertrag von Sankt Petersburg Persien in Einflusszonen aufgeteilt hatten. Der Norden wurde vom zarischen Russland und der Süden von Großbritannien kontrolliert.
Die Anstellung Shusters und seiner Mitarbeiter als Finanzberater der  persischen Regierung beunruhigte die damaligen Großmächte Russland und  Großbritannien, die die Entwicklung eines eigenständigen Nationalgefühls  in Persien bremsen und Einflüsse anderer, unabhängiger Staaten  unterbinden wollten.

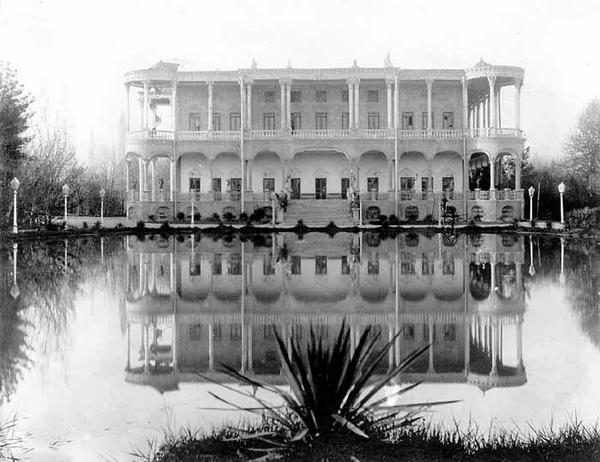
Atabak-Palast, in dem Morgan Shuster in Teheran wohnte

Morgan Shuster kam am 12. Mai 1911 in Teheran an. Persien war zu diesem Zeitpunkt zahlungsunfähig. Nach den Angaben des Finanzministers war das Konto der persischen Regierung bei der Imperial Bank of Persia mit umgerechnet $ 400.000 überzogen. Shuster begann durch den Aufbau einer funktionierenden Finanzverwaltung die konstitutionelle Revolution Persiens aktiv zu unterstützen. Um den Steuerbescheiden Nachdruck zu verleihen, bestand Shuster auf dem Aufbau einer eigenen Gendarmerie des Schatzamtes (Jandarmeri-e Khazaneh). Unter der Aufsicht von Oberst Merrill wurde rasch eine schlagkräftige Truppe mit fähigen iranischen Offizieren und eintausend Mann aufgebaut, die die Anweisungen Shusters strikt befolgten. Als Shuster allerdings den britischen Offizier C.B. Stokes als Kommandeur der Finanzgendarmerie einstellen wollte, kam es zu einem politischen Eklat. Russland und Großbritannien hatten den Iran 1907 im Vertrag von Sankt Petersburg in Einflusszonen eingeteilt. Der Norden Irans war an die Russen und der Süden an die Briten vergeben worden. Die russische Regierung bestand darauf, dass kein britischer Offizier Befehlsgewalt im Norden Irans besaß. Die geplante Einstellung von Major Stokes führte zu einer politischen Krise zwischen Iran und Russland. Russland forderte die Entlassung von Morgan Shuster.
Shuster macht auch vor Kadscharenprinzen nicht halt, die jahrelang keine Steuern gezahlt hatten und löste mit seinem kompromisslosen Vorgehen eine innen- und außenpolitische Krise aus, die im Dezember 1911 zu seinem Rücktritt und der Auflösung der Gendarmerie des Schatzamtes führen. Der schwedische Offizier Hjalmarson, der im Auftrag des Parlaments eine neue, vom Schah unabhängige Gendarmerie aufbauen sollte, übernahm Offiziere und Mannschaften des Schatzamtes als Kerntruppe der persischen Gendarmerie.
Nach einem fehlgeschlagenen Putsch des im russischen Exil lebenden Mohammed Ali Schah, forderte die iranische Regierung den Bruder des Schahs Shu'a al-Saltaneh (شعاع السلطنه), einen der reichsten Männer des Landes und glühenden Verfechter der politischen Ziele Russlands in Persien, auf, sein Vermögen als Ausgleich für die durch den Putsch entstandenen Schäden an die Regierung abzutreten. Shuster wurde beauftragt, die Beschlagnahmung durchzuführen. Unter russischem und britischem Druck entließ der Vizeregent von Persien gegen den Willen des Parlaments Shuster im Dezember 1911 aus seinen Ämtern. Das Parlament bestätigte Shuster in seinem Amt und hob die Entlassung auf. Umgehend forderte die russische Regierung die Ausweisung Shusters. Als das Parlament dieses Ansinnen verweigerte, besetzte Russland den Norden Irans. Es entsandte umgehend Truppen nach Bandar Anzali, um die Beschlagnahmung des Vermögens des Bruders des Schahs zu  verhindern. Die Truppen sollten zudem der russischen Forderung nach  Entschädigung und Entschuldigung durch die persische Regierung Nachdruck verleihen.
Das Parlamentsgebäude in Teheran war von Truppen des russischen Generals Liakhoff beschossen worden, und Morgan Shuster sah sich gezwungen, dem Druck Russlands und Großbritanniens nachzugeben und zurückzutreten. Das Parlament wurde aufgelöst und für die kommenden Jahre wurde kein  Budget mehr verabschiedet.
Shusters Buch The Strangling of Persia - Persien im Würgegriff schildert detailliert die Ereignisse und übt Kritik an Großbritannien und Russland.

### Persien im Würgegriff
Nach seiner Rückkehr in die Vereinigten Staaten wurde Shuster Präsident des Verlagshauses Century Publishing Company, der späteren Appleton-Century-Crofts, Inc. Er veröffentlichte im Juni 1912 unter dem Titel The Strangling of Persia (übersetzt etwa Persien im Würgegriff - eine Anklageschrift gegen die Einmischungen Russlands und Großbritanniens in Persien).
In einem bekannt gewordenen Absatz seines Buches schrieb Shuster, es sei 
offensichtlich, dass die persische Bevölkerung etwas besseres verdient als sie derzeit bekommt. Sie wollte unseren Erfolg. Aber Großbritannien und Russland waren entschlossen, unseren Erfolg zu verhindern.
Greenwood Press legte das Buch 1968 neu auf und Mage Publishers druckte es 1987 und 2005 noch einmal nach. Die Erstausgabe des Buches hat den Untertitel story of the European diplomacy and oriental intrigue that resulted in the denationalization of twelve million mohammedans - a personal narrative (etwa: wie europäische Diplomatie und orientalische Machenschaften zur Entnationalisierung von zwölf Millionen Mohammedaner führten - ein persönlicher Bericht).
Shusters Buch ist ein Augenzeugenbericht über die Entwicklung einer damals schwachen, sich entwickelnden Nation zur Beute des hochfahrenden, imperialen Expansionsdrangs von Großbritannien und Russland. Ein zentrales Thema ist die Beharrlichkeit, mit der Shuster die Aufgabe übernahm, eine funktionsfähige Finanzverwaltung aufzubauen, Grundvoraussetzung für eine im Entstehen begriffene Regierung, die dem Imperialismus widerstehen wollte. Aus diesem Grund waren Shuster und die mit ihm gekommenen Finanzbeamten das unmittelbare Ziel der russischen Invasion von 1911 bis 1912. Die erklärte Absicht russischer Außenpolitik war es, Shuster aus dem Amt des Schatzkanzlers zu entfernen.
Das Buch gilt auch als bemerkenswert, weil Shuster der festen Überzeugung war, dass er sich am Aufbau einer „mohammedanischen“ Demokratie beteilige. 
Die Verfassung des Iran von 1906 blieb bis 1979 nahezu unverändert.

## Galerie

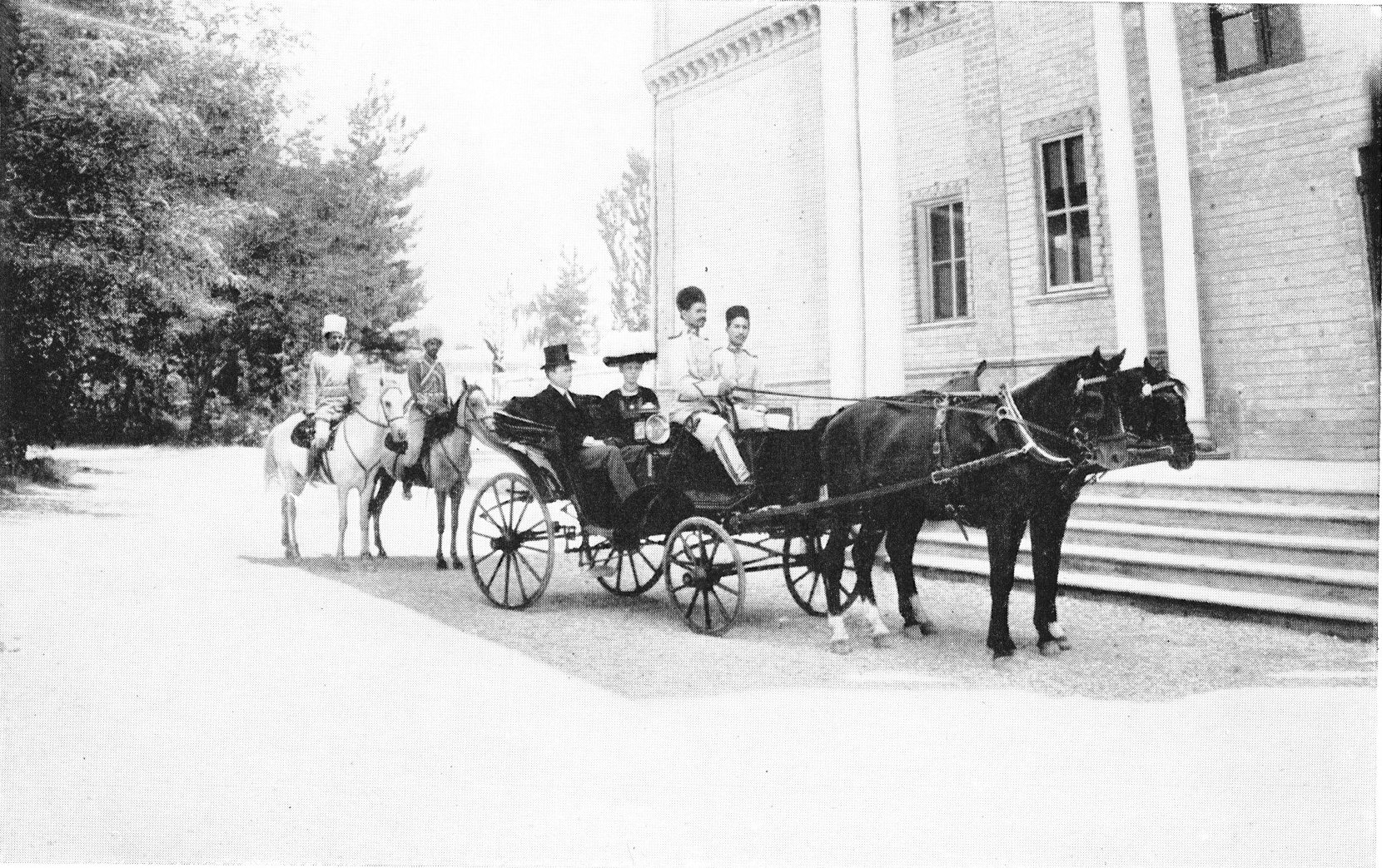
Mr. und Mrs. Shuster vor ihrem Haus in Teheran, April 1911
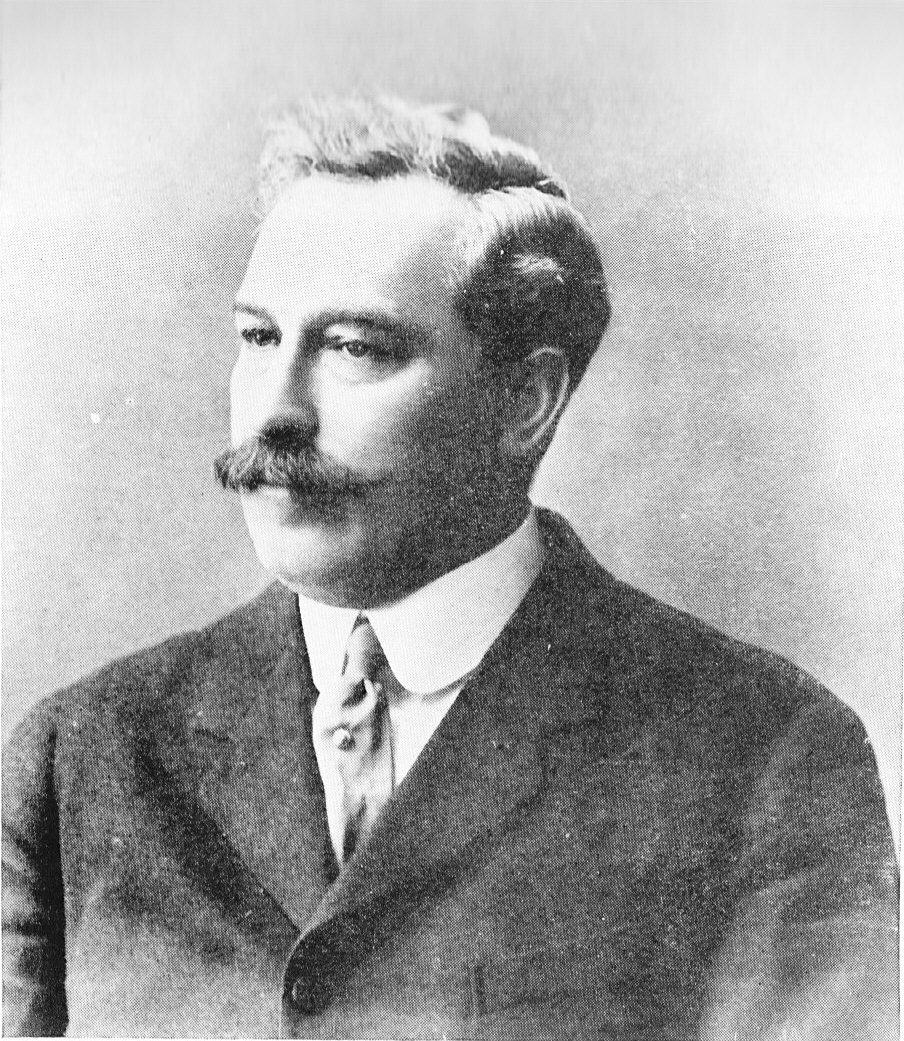
Mr. F.S. Cairns, Direktor der Steuererhebung und Mr. Shusters Hauptassistent, 1911
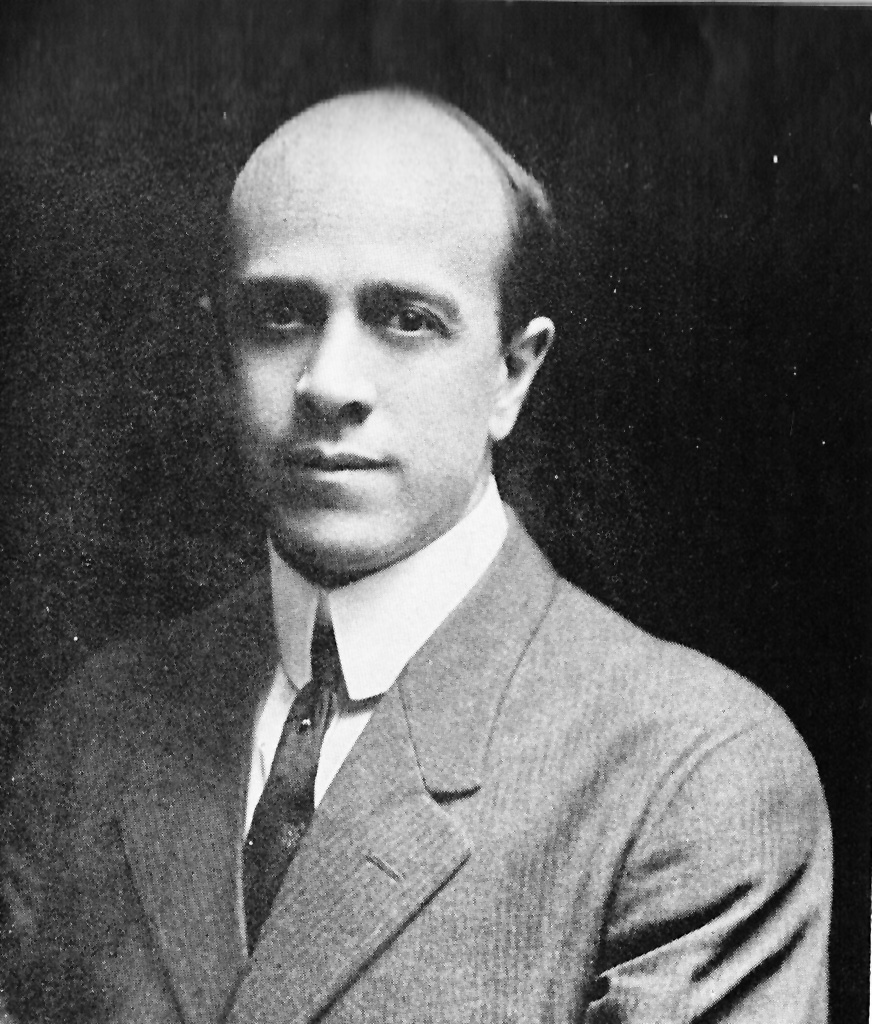
Mr. Charles I. McCaskey, Steuerinspektor und Mr. Shusters zweiter Assistent, 1911
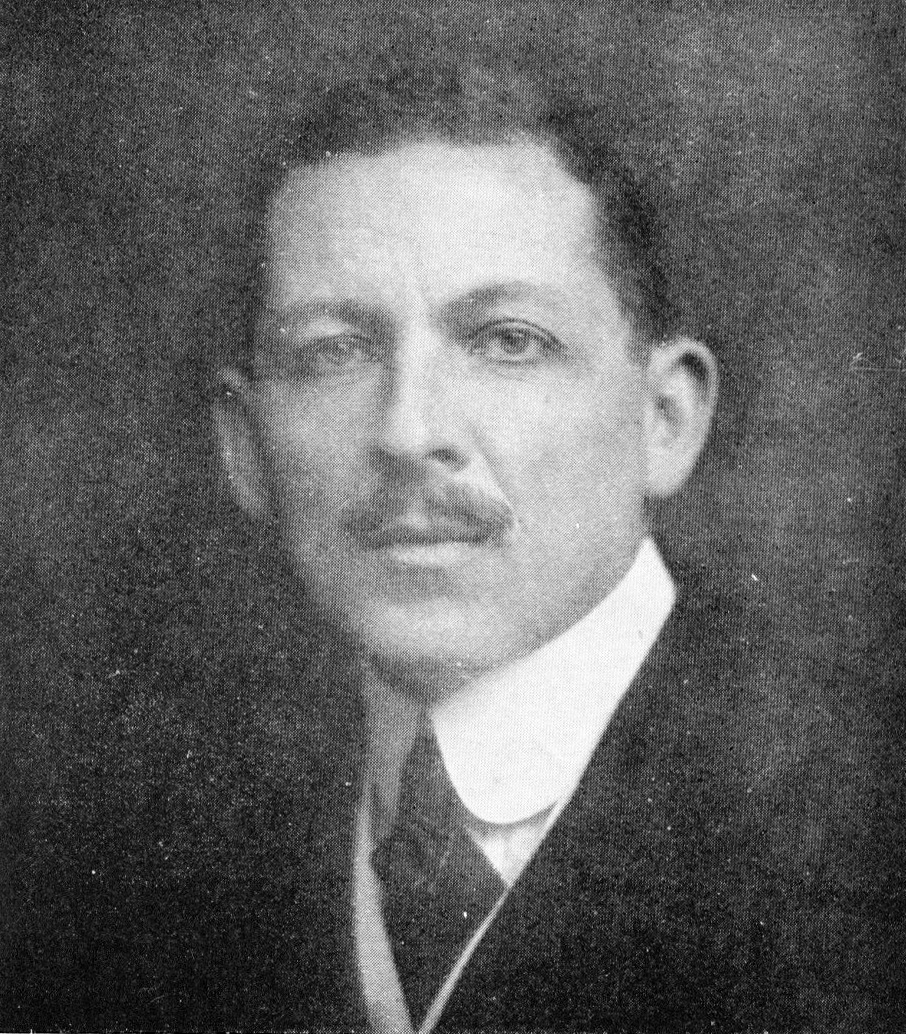
Major C.B. Stokes, den Shuster als Kommandeur der iranischen Finanzpolizei einstellen wollte, was zu einer politischen Krise zwischen Iran und Russland und zur Entlassung von Mr. Shuster als Schatzkanzler führte
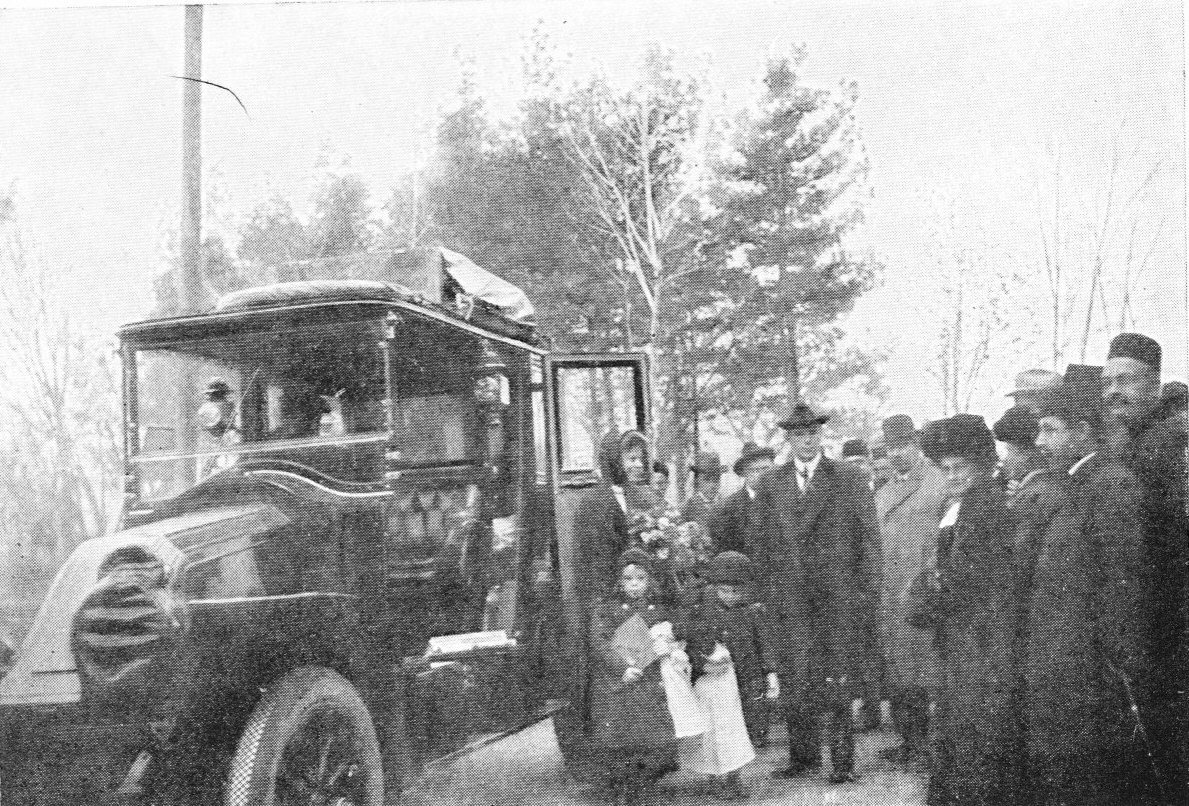
Mr. und Mrs. Shuster verlassen Teheran, Dezember 1911

| Personendaten    | Personendaten                                        |
| ---------------- | ---------------------------------------------------- |
| NAME             | Shuster, Morgan                                      |
| ALTERNATIVNAMEN  | Shuster, William Morgan                              |
| KURZBESCHREIBUNG | US-amerikanischer Diplomat, persischer Schatzkanzler |
| GEBURTSDATUM     | 23. Februar 1877                                     |
| GEBURTSORT       | Washington, D.C.                                     |
| STERBEDATUM      | 26. Mai 1960                                         |
| STERBEORT        | New York City                                        |